# Ars Technica
Ars Technica – amerykański portal informacyjny poświęcony technice.
Portal został założony w 1998 roku. W ciągu miesiąca serwis odnotowuje blisko 15 mln wizyt.